# Lucky Seven
Lucky Seven (ラッキーセブン Rakkīsebun?) är en japansk TV-serie som sändes på Fuji Television från 16 januari till 19 mars 2012. Jun Matsumoto och Eita i huvudrollerna.

## Rollista (i urval)
- Jun Matsumoto - Shuntaro Tokita
- Eita - Teru Nitta
- Nanako Matsushima - Toko Fujisaki
- Shosuke Tanihara - Ryu Makabe
- Yo Oizumi - Junpei Asahi
- Riisa Naka - Asuka Mizuno
- Kazue Fukiishi - Yuki Kirihara
- Mari Iriki - Mei Kayano
- Keiichiro Koyama - Kojiro Tokita
- Akio Kaneda - Masashi Goto
- Kumiko Okae - Yuriko Tokita
- Kazuko Kadono - Masayoshi Tsukushi